# Lebak

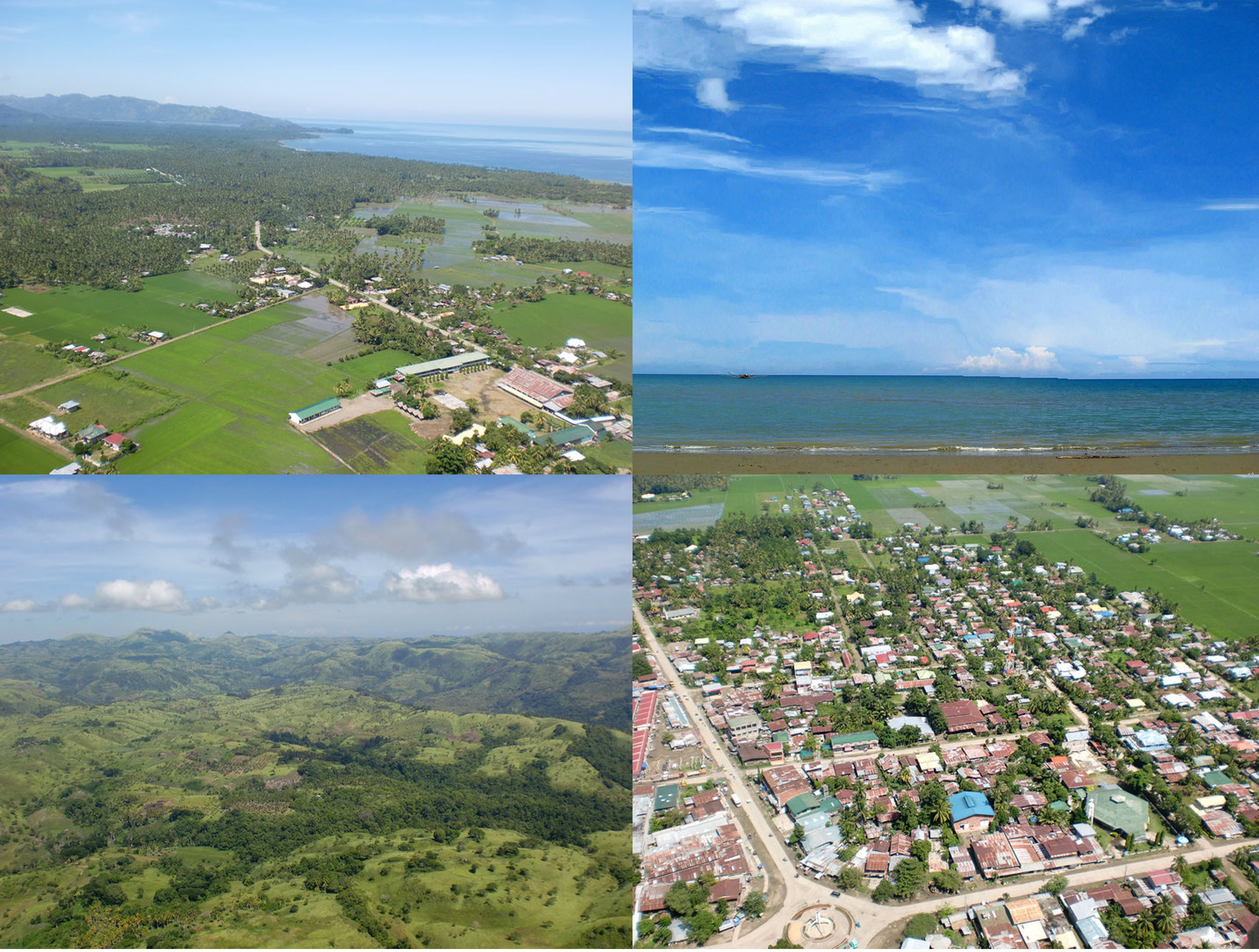
Lebak

Lebak ist eine philippinische Stadtgemeinde in der Provinz Sultan Kudarat. Sie hat 88.868 Einwohner (Zensus 1. August 2015).

## Baranggays
Lebak ist politisch in 27 Baranggays unterteilt.
| - Aurelio F. Freires (Poblacion II) - Barurao - Barurao II - Basak - Bolebok - Bululawan - Capilan - Christiannuevo - Datu Karon - Kalamongog - Keytodac - Kinodalan - New Calinog - Nuling | - Pansud - Pasandalan - Poblacion I - Poblacion III - Poloy-poloy - Purikay - Ragandang - Salaman - Salangsang - Taguisa - Tibpuan - Tran - Villamonte |